# DEAE-декстрановий метод
DEAE-декстрановий метод — один із методів трансфекції, що полягає в інкубації трансфекційованих клітин в середовищі з експресуючим вектором і диетиламіноетил-декстраном (DEAE-декстраном). Метод розроблено Венкатом Гопалом (англ. T. Venkat Gopal).

## Механізм дії DEAE-декстрану
Механізм дії DEAE-декстрану остаточно не встановлений, але відомо, що він зв'язується з ДНК і з клітинною мембраною, стимулюючи піноцитоз, хоча сам клітинами не захоплюється.

## Недоліки методу
До недоліків методу варто віднести:
- токсичність диетиламіноетил-декстрану для деяких типів клітин;
- залежність ефективності від якості препарату;
- дуже малу частоту отримання стабільних трансфектантів.